# 続・まりなりなぁ!
続・まりなりなぁ!は、2005年11月23日に発売された大野まりなの三作目のオリジナルミニアルバム。
帯文句は「命、ぎりぎり。」

## 概要
作品に合わせてアイドル歌謡風につくられた曲が含まれるため、前作のまりなりなぁ!に比べ、合いの手などを多用する典型的な萌えソング（電波ソング）の色は多少薄まっているが、全体には加工した声が特徴的な萌えソングのアルバムである。中でも、「ちゅいんちゅい～ん」を繰り返すちゅい～ん!はあえてLONG REMIX版が追加収録された。
ジャケットとブックレットでは、メイドカフェでメイドに扮装した大野まりなが、畑亜貴と細江慎治をもてなす趣向になっている。
前作同様にミニアルバムであるが、これは電波ソングをあまりに長時間聞くと聞き手の精神に負担をかけるのではないかという大野の配慮による。

## 収録曲
1. 瞳にパノラマ・ブルー (「蒼い海のトリスティア(OVA)」キャラクターソング)
  - 作詞・作曲・編曲：畑亜貴
2. ちゅい～ん! (「やきもちツインベル」テーマソング)
  - 作詞：畑亜貴 作曲・編曲：細江慎治
3. Magical Valentine （「わが魔々かぷりちお」テーマソング）
  - 作詞：米倉俵（有限会社りっくりっく） 作曲・編曲：吉原かつみ
4. Virgin SNOW （「Virgin SNOW」テーマソング）
  - 作詞・作曲：milktub 編曲：平林征児
5. 恋は♪Milkydays （「Milkyway3」テーマソング）
  - 作詞：大野まりな 作曲・編曲：景家淳
6. やっぱりぱり☆Load of major 2005 （「プロジェクトXuse」テーマソングより編曲）
  - 作詞：畑亜貴 作曲・編曲：景家淳
7. sync!sync!sync!
  - 作詞・作曲：畑亜貴 編曲：細江慎治
8. ちゅい～ん!LONG REMIX
  - 作詞・作曲：畑亜貴 編曲：細江慎治
9. 瞳にパノラマ・ブルー(カラオケ)
10. ちゅい～ん!(カラオケ)
11. Magical Valentine(カラオケ)
12. Virgin SNOW(カラオケ)
13. 恋は♪Milkydays(カラオケ)
14. やっぱりぱり☆Load of major 2005(カラオケ)
15. sync!sync!sync!(カラオケ)
16. ちゅい～ん!LONG REMIX(カラオケ)